# TRAPPIST-1f
TRAPPIST-1f es un planeta extrasolar que forma parte de un sistema planetario formado por al menos siete planetas. Orbita la estrella enana ultrafría denominada TRAPPIST-1 aproximadamente a 40 años luz en la constelación de acuario. Fue descubierto en 2017 por el telescopio TRAPPIST por medio de tránsito astronómico.

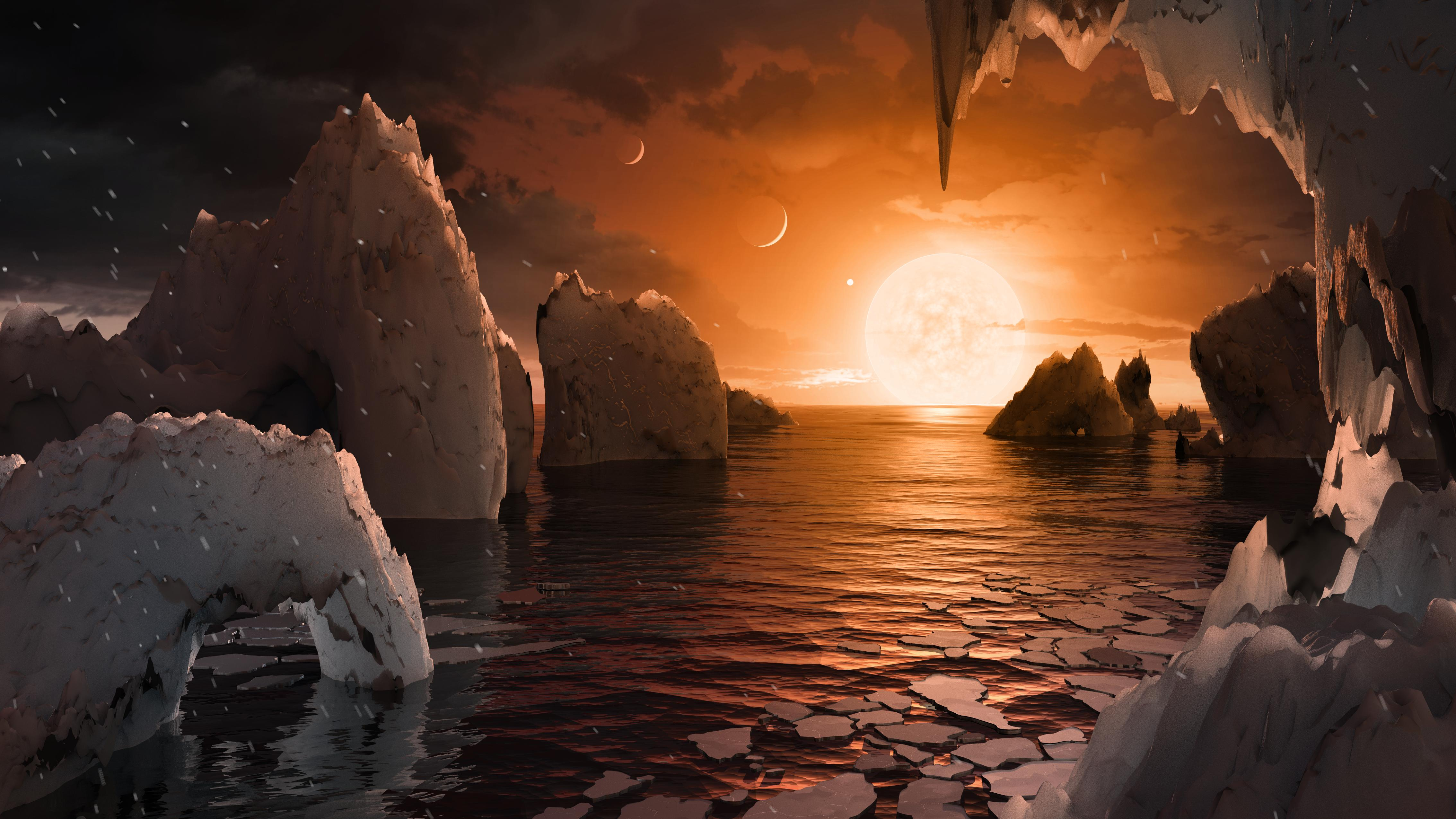
Impresión del artista de la superficie de TRAPPIST-1f, que representa un océano de agua líquida en su superficie. La estrella madre y los planetas vecinos también se ilustran.